# Maniža
Maniža Dalerovna Sangin, nata Chamraeva (in russo Манижа Далеровна Сангин?; in tagico Манижа Далеровна Ҳамроева?, Maniƶa Dalerovna Hamroeva; Dušanbe, 8 luglio 1991), è una cantante russa di origine tagika.
Ha rappresentato la Russia all'Eurovision Song Contest 2021 con il brano Russian Woman.

## Biografia
Nata in Tagikistan, ha vissuto fino ai 3 anni a Dušanbe. Quando una granata ha distrutto la casa familiare durante la guerra civile tagika, la famiglia ha deciso di trasferirsi in Russia, a Mosca.
Maniža ha iniziato a cantare in pubblico all'età di 12 anni. Nel 2003 ha vinto il concorso musicale Rainbow Stars a Jūrmala, mentre l'anno successivo ha vinto il Kaunas Talent in Lituania. Nella seconda metà degli anni 2000 si è esibita con lo pseudonimo Ru. Kola.
Nel 2011 la cantante è andata in tournée con il cantante hip hop Assai; l'anno successivo ha fondato insieme ad alcuni musicisti con cui ha lavorato con Assai il gruppo Krip De Shin, con cui ha partecipato a vari festival estivi in Russia, prima di lasciare la formazione per divergenze artistiche.
Maniža ha iniziato a pubblicare musica come solista nel 2016; a febbraio 2017 è uscito il suo album di debutto Manuscript, distribuito dall'etichetta The Orchard, parte del gruppo della Sony Music Entertainment. Il suo primo concerto da solista si è svolto il 20 maggio successivo al Palazzo del ghiaccio di San Pietroburgo. Il suo secondo album, JaIAm, è uscito nel marzo 2018.
Nel 2020 la cantante ha realizzato Na put' voina vstaju, colonna sonora della versione in lingua russa del film Mulan. A marzo 2021 ha preso parte alla selezione russa per l'Eurovision Song Contest, dove ha presentato l'inedito Russian Woman. Avendo vinto il televoto, è diventata di diritto la rappresentante eurovisiva nazionale a Rotterdam. Dopo essersi qualificata dalla prima semifinale, Maniža si è esibita nella finale eurovisiva, dove si è piazzata al 9º posto su 26 partecipanti con 204 punti totalizzati. Il brano le ha permesso di ricevere una candidatura per il premio Viktorija alla cantante femminile dell'anno.

## Discografia

### Album in studio
- 2017 – Manuscript
- 2018 – JaIAm

### EP
- 2019 – Womanizha
- 2021 – Russian Woman Show
- 2022 – Kolybel' dlja povzroslevšego
- 2024 – Hope

### Singoli
- 2016 – I Love Too Much
- 2016 – Little Lady
- 2016 – Sleepy Song
- 2016 – Don't Tell Me
- 2016 – I Miss Him
- 2016 – Ljustra
- 2017 – Ustal
- 2017 – Hear What I Feel
- 2017 – Izumrud
- 2018 – Gromče slov
- 2018 – Mne legko
- 2018 – Black Swan
- 2019 – Mama
- 2019 – Zavtrak
- 2019 – Sejčas dvaždy ne slučitsja
- 2019 – Nedoslavjanka
- 2019 – Vanya
- 2020 – Čeloveku nužen čelovek
- 2020 – Načalo
- 2020 – Na put' voina vstaju
- 2020 – Gorod solnca
- 2021 – Pro tebja
- 2021 – Akkulista
- 2021 – Russian Woman
- 2021 – Derži menja zemlja
- 2021 – Now or Never
- 2022 – Tonkij lën
- 2022 – Ljubov' moe merilo
- 2022 – Nu že, Bože (con Markina)
- 2022 – Ljudi vernutsja v ljudej
- 2022 – Gost'
- 2023 – Standing Between Two Walls
- 2023 – Tummy
- 2024 – Candlelight
- 2024 – Save Your World
- 2024 – Gun